# Raffles (film 1939)
Raffles è un film statunitense del 1939 diretto da Sam Wood.
Si tratta di un adattamento cinematografico basato sul libro The Amateur Cracksman di E. W. Hornung (1899).